# Return to Sender
|  | For filmen med denne titel, se Return to Sender (film) |
"Return to Sender" er en komposition af Winfield Scott og Otis Blackwell fra 1962, sunget af Elvis Presley.
Sangen er indspillet i Hollywood den 27. marts 1962 og var indlagt i Presleys 11. film, Girls! Girls! Girls!. Både i Elvis' hjemland, USA, og i stort set resten af verden blev sangen et kæmpehit og er så ubetinget den af filmens sange, som har opnået størst succes.
"Return to Sender" var på soundtracket Girls! Girls! Girls!, der blev udgivet samtidig med filmen. Herudover blev sangen udsendt som A-side på en single, hvor en anden af LP'ens melodier, "Where Do You Come From", var B-side.
"Return to Sender" er endvidere på CD'en fra 18. juli 1995 Command Performances – The Essential 60's Masters, vol. 2, som er en samling af de bedre af Elvis' filmsange fra 1960'ernes mange spillefilm.
Den 24. september 2002 udgav RCA en CD med titlen "ELV1S 30 #1 HITS" (bemærk at 'i' i Elvis er erstattet af et 1-tal), hvor "Return to Sender" var med. Denne nye CD blev, ligesom i sin tid sangene på den, nummer 1 på hitlisterne rundt om i verden, – 25 år efter kunstnerens død!

## Handlingen i sangen
"Return to Sender" handler om en mand, som sender et brev til sin kæreste efter et skænderi. Hun skriver 'return to sender' (returneres til afsenderen) hver gang han skriver, ledsaget af 'adresse ukendt' eller 'person ikke eksisterende'. Han nægter imidlertid at acceptere, at forholdet er forbi og bliver ved med at sende breve. Til slut beslutter han sig for selv at aflevere brevet til hende, og kommer det derefter retur, vil han forstå budskabet.
Den engelske tekst lyder:
I gave a letter to the postman,
he put it his sack.
Bright in early next morning,
he brought my letter back.
She wrote upon it:
Return to sender, address unknown.
No such number, no such zone.
We had a quarrel, a lover's spat
I write I'm sorry but my letter keeps coming back.
So then I dropped it in the mailbox
And sent it special D.
Bright in early next morning
it came right back to me.
She wrote upon it:
Return to sender, address unknown.
No such number, no such zone.
This time I'm gonna take it myself
and put it right in her hand.
And if it comes back the very next day
then I'll understand
the writing on it:
Return to sender, address unknown.
No such person, no such zone.

## Andet
Den karakteristiske begyndelse på "Return to Sender" på en baryton-saxofon bliver fejlagtigt tillagt Boots Randolph. Den blev rent faktisk spillet af Bobby Keys.
Den 28. januar 1992 udgav U.S.Post et frimærke med Elvis Presley som motiv. På førstedagen blev der postet mange breve, hvor adressen var fejlagtig, hvorefter brevene blev returneret til afsenderne, stemplet med 'Return to sender'. Efter manges mening skulle dette gøre førstedagskuverterne endnu mere interessante.
Den ovenfor nævnte "Where Do You Come From" er en komposition af Ruth Batchelor og Bob Roberts, ligeledes indsunget af Elvis den 27. marts 1962.